# Faidra (målning)
Faidra (franska: Phèdre) är en oljemålning av den franske konstnären Alexandre Cabanel. Den målades 1880, ställdes ut på Parissalongen samma år och donerades av konstnären senare till Musée Fabre i sin hemstad Montpellier. 
Cabanel var en av de främsta representanterna för den akademiska salongskonsten vilken utmärkte sig genom tydligt tecknande linjer och motiv som anknyter till en klassisk tradition av idealiserande realism. Detta monumentalt stora (194 x 286 cm) verk målades av konstnären sent i livet, när han var väl etablerad men samtidigt allt mer i otakt med tidens strömningar. Målningen skildrar Faidra, hustru till den grekiske hjälten Theseus, i den stund hon bekänner sin kärlek till sin styvson Hippolytos. När hennes kärlek senare avvisades drev hon Hippolytos i döden och tog sitt eget liv. 